# Гемзен
Гемзен (нім. Heemsen) — громада в Німеччині, розташована в землі Нижня Саксонія. Входить до складу району Нінбург. Центр об'єднання громад Гемзен.
Площа — 39,37 км2. Населення становить 1705 ос. (станом на 31 грудня 2021).